# You Have Killed Me
"You Have Killed Me" (У преводу, Ти си ме убио/ла) је први сингл са албума Ringleader of the Tormentors Морисија. Сингл је издат 27. марта 2006. годинеа, а написали су га Мориси и Џеси Тобијас. Мориси је изјавио да ова песма треба да прикаже "разлику у звуку" коју је унео Тобијасов утицај на Морисијева дела, док ју је Билборд магазин описао као "једноставни, ефективни први сингл".
Песма представља бизарну референцу на филм Пјера Паола Пасолинија из 1961. године, Accattone, у коме се говори о проституцији у забитном крају Рима, што се види у прва два стиха песме. Постоји доста шпекулација о значењу овог дела. Неки фанови верују да ово само представља утицај Рима на Морисија, док други верују да је ово референца на губљење невиности, јер је Accattone први Пасолинијев филм.

## Емитовање и листе

### САД
Главна песма на синглу, "You Have Killed Me", појавила се на званичној Морисијевој MySpace у понедељак, 6. фебруара 2006. године. Убрзо након тога, песма је додата на листе пуштања неколицине алтернативних рок радио-станица у Сједињеним Државама. У првој недељи издања, дебирала је као 75. песма по слушаности на америчким радио-станицама модерног рока. Од 14. фебруара је могла да се преузме преко iTunes-а.
Убрзо након овога, сингл се појавио на листама пуштања двадесетдевет америчких станица модерног рока. Међутим, већим делом средине и краја фебруара, песма није додата ни на једну радио-станицу. Почетком марта, постала је прва песма на неким радио-станицама, на неке станице никад није ни стигла, а неке су је скинуле са својих листа пуштања.
Током прве недеље марта, још неке станице су почеле да пуштају "You Have Killed Me". До 12. марта, песму су неке станице пуштале по 15 пута недељно. Од средине марта, песма је постала 45. по пуштању на алтернативним радио-станицама САД-а. После тога, учесталост емитовања је почела да опада, али је упркос томе песма ушла на Hot 100 Singles Sales листу са првим местом.

### Канада
Песма је у Канади издата 9. априла 2006. током великих успеха Мадоне песме "Hung Up" на листама. Иако су радио-станице почеле да пуштају ову песму, није била много емитована. Међутим, и поред тога, песма је дебитовала на друго место канадске листе синглова. Могуће је да се овај сингл у својој првој недељи продао више од "Hung Up", али се у другој недељи овај Мадонин хит попео за једно место на листи, пласирајући тако песму "You Have Killed Me" на треће место.

## Списак песама

### CD1
1. "You Have Killed Me"
2. "Human Being"
3. "I Knew I Was Next"
4. "You Have Killed Me" (Video)

### CD2
1. "You Have Killed Me"
2. "Good Looking Man About Town"

### 7"
1. "You Have Killed Me"
2. "Good Looking Man About Town"

### САД CD
1. "You Have Killed Me"
2. "Human Being"
3. "Good Looking Man About Town"
4. "I Knew I Was Next"

## Место на листама
| Држава | Место на листи |
|        | 3              |
|        | 68             |
|        | 1              |